# Arte da Fuga
A Arte da Fuga (Die Kunst der Fuge, em alemão), BWV 1080, é uma peça inacabada do compositor alemão Johann Sebastian Bach. A composição da obra  provavelmente se iniciou em 1742. A primeira versão de Bach que continha 12 fugas e dois cânones foi copiada em 1745. Este manuscrito tinha um título ligeiramente diferente, acrescentado posteriormente por seu genro, Altnickol: Die Kunst der Fuga. A segunda versão da obra foi publicada depois de sua morte em 1750, contendo 14 fugas e quatro cânones. A obra demonstra o completo domínio de Bach da mais complexa forma de expressão musical dentro da música erudita, conhecida como contraponto. A obra é composta de combinações engenhosas e particularmente elaboradas de temas relativamente simples desenvolvidos como composições da mais alta musicalidade. A Arte da Fuga se situa entre os pontos mais altos a que chegou a música europeia devido à complexidade única de sua forma e estrutura.
Cada uma das fugas, com exceção da última, inacabada (ver, entretanto, comentário sobre esta fuga  a seguir) utilizam o mesmo sujeito, em Ré menor:

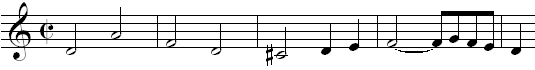
A Arte da Fuga

## As fontes
Na edição impressa de 1751, os vários movimentos estão grosseiramente arrumados em ordem crescente de sofisticação dos recursos contrapontísticos utilizados. O número em algarismos arábicos no título indica o número de vozes da fuga, com exceção da última, em que a expressão a 3 Soggetti, significa "com três sujeitos":
Fugas simples:
1. Contrapunctus I, e
2. Contrapunctus II: fugas monotemáticas simples, a quatro vozes, sobre o mesmo tema principal.
3. Contrapunctus III, e
4. Contrapunctus IV: fugas monotemáticas simples, a quatro vozes, sobre a inversão do tema principal, isto é, o tema é "virado de cabeça para baixo".
Contra-fugas, nas quais uma variação do sujeito principal é utilizada tanto na forma regular como invertida:
5. Contrapunctus V: contém várias entradas em stretto, como também os Contrapuncti VI e VII.
6. Contrapunctus VI, a 4 in Stylo Francese: em ritmo pontuado, conhecido como "estilo francês" na época de Bach.
7. Contrapunctus VII, a 4 per Augmentationem et Diminutionem: utiliza versões aumentadas (dobra a duração de todas as notas) e diminuidas (reduz à metade a duração e todas as notas) do sujeito principal e de sua inversão.
Fugas duplas e triplas com dois e três sujeitos, respectivamente:
8. Contrapunctus VIII, a 3: fuga tripla.
9. Contrapunctus IX, a 4 alla Duodecima: fuga dupla
10. Contrapunctus X, a 4 alla Decima: fuga dupla.
11. Contrapunctus XI, a 4: fuga tripla.
Fugas espelho, nas quais toda a partitura pode ser invertida sem perda da musicalidade:
12. Contrapunctus XII, a 4: as versões rectus (normal) e inversus (de cabeça para baixo) geralmente são tocadas em movimento contrário (back to back).
13. Contrapunctus XIII, a 3: segunda fuga espelho a três vozes, também uma contrafuga.
Cânones identificados por intervalo e técnica:
14. Canon alla Octava: Cânone à oitava. As duas vozes imitativas estão separadas por uma oitava.
15. Canon alla Decima in Contrapunto alla Terza: Cânone à décima, contraponto à terça.
16. Canon alla Duodecima in Contrapunto alla Quinta: Cânone à décima segunda, contraponto à quinta.
17. Canon per Augmentationem in Contrario Motu: Cânone aumentado em movimento invertido.
Um arranjo do Contrapunctus XIII (ver abaixo):
18. Fuga a 2 (rectus), e Alio modo Fuga a 2 (inversus)
Fuga quádrupla inacabada:
19. Fuga a 3 Soggetti (Contrapunctus XIV): Fuga trippla, ou possivelmente quádrupla, a 4 vozes, em que o terceiro sujeito se baseia no tema BACH (Si bemol–Lá–Dó–Si bequadro).
A ordem das fugas e cânones tem sido motivo para debates, principalmente porque há diferenças entre os manuscritos e as edições impressas que surgiram imediatamente após a morte de Bach. Razões musicais também têm sido invocadas para propor diferentes sequências nas publicações e/ou execuções mais recentes da obra, como, por exemplo, a edição de Wolfgang Graeser, em 1927.
A edição impressa de 1751 continha, além de um grande número de erros e outras imperfeições, um arranjo em quatro partes do Contrapunctus XIII, para ser tocado em dois teclados (rectus BWV 1080/18,1 e inversus BWV 1080/18,2). Duvida-se, entretanto, que a indicação impressa "a 2 Clav." e a quarta voz acrescentada, que não é espelhada, conforme era a prática usual de Bach, seja dele, ou de seu(s) filho(s), que supervisionaram esta primeira edição.
De acordo com as fontes contemporâneas, a gravação das chapas de cobre para a edição impressa deve ter começado pouco antes da morte do compositor, mas, devido à sua doença à época, é improvável que Bach tenha supervisionado de alguma maneira a preparação da edição. 
A primeira edição também incorpora uma peça não relacionada ao resto da obra, como uma espécie de "conclusão apropriada", o prelúdio coral Vor deinen Thron tret Ich hiermit (Perante Teu Trono me apresento), BWV 668a, o qual se afirma que Bach ditou no seu leito de morte.
Uma cópia manuscrita melhor, de 1742, contém Contrapuncti I–III, V–IX, e XI–XIII mais os cânones de oitava e aumentado e uma versão mais antiga do Contrapunctus X.

## A fuga inacabada
O Contrapunctus XIV é interrompido abruptamente no meio da terceira seção, no compasso 239:

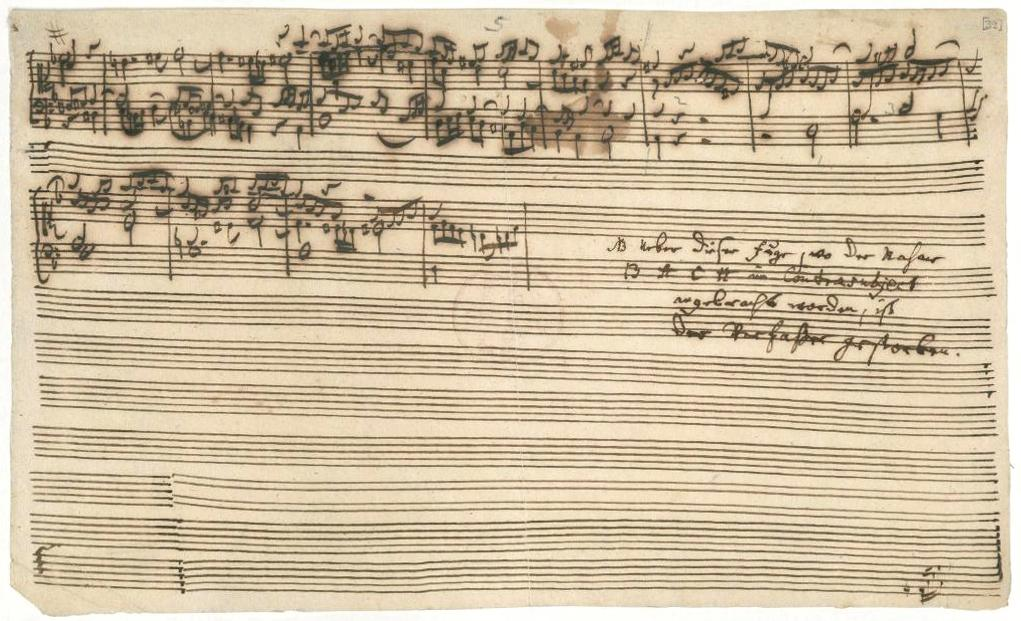
A fuga inacabada

A partitura autógrafa tem uma anotação com a caligrafia de Carl Philipp Emanuel Bach que reza: "Über dieser Fuge, wo der Nahme B A C H im Contrasubject angebracht worden, ist der Verfasser gestorben." ("Neste ponto em que o compositor introduz no contrassujeito desta fuga o nome 'B A C H' , o compositor faleceu.") Entretanto, os pesquisadores modernos questionam esta versão, especialmente porque as notas musicais comprovam que foram indubitavelmente escritas pela mão de Bach, numa época anterior àquela em que sua visão deteriorante provocava uma escrita errática, provavelmente entre 1748-1749. Ver, por exemplo, Johann Sebastian Bach, the Learned Musician de Christoph Wolff, ISBN 0-393-04825-X.
Muitos especialistas, incluindo Gustav Nottebohm (1881), Wolff e Davitt Moroney têm argumentado que a intenção original era que a peça fosse uma fuga quádrupla, com o tema de abertura do  Contrapunctus I sendo introduzido como o quarto sujeito. O título Fuga a 3 soggetti, em italiano e não em latim, não foi dado pelo compositor, mas por seu filho, Carl P.E. Bach e o obituário de Bach menciona "um rascunho para uma fuga a quatro vozes que deveria conter quatro temas". A combinação dos quatro temas levaria a obra a um clímax apropriado. Wolff também suspeitava que Bach possa ter terminado a fuga numa página perdida, chamada por ele de fragmento X, na qual o compositor teria tentado trabalhar o contraponto entre os quatro sujeitos.
Alguns músicos e musicólogos têm tentado completar o Contrapunctus XIV, como o músico teórico Hugo Riemann, o musicólogo Donald Tovey, o organista Helmut Walcha e Moroney. A Fantasia Contrappuntistica de Ferruccio Busoni se baseia no Contrapunctus XIV, mas é antes um trabalho de Busoni do que de Bach. O trabalho de Moroney (um arquivo MIDI que pode ser encontrado aqui) é a mais curta e considerada por alguns como a mais convincente . A gravação de Glenn Gould, parou deliberadamente a pleno volume, no primeiro tempo do compasso 233, que marca o fim da edição impressa de 1751; o manuscrito continua até o primeiro tempo do compasso 239 e a voz do tenor continua até o fim do compasso. A maioria dos intérpretes acrescentam esses compassos e vão diminuindo a intensidade do som nas últimas notas.

### A matriz permutação
Em 1991, uma descoberta espantosa foi publicada em resposta, com bastante possibilidade de certeza, à pergunta feita por Zoltán Göncz, a respeito de como Bach planejava a aparência do quarto sujeito, o sujeito principal do ciclo: 
Durante a exposição dos três primeiros sujeitos (primeiro sujeito:comp. 1-21; segundo sujeito:comp.114-141, terceiro sujeito:comp. 193-207), Bach utilizou uma sequência em série das entradas das vozes decidida antecipadamente, pela qual ele determinava os parâmetros de espaço e tempo das entradas dos sujeitos. A superposição das três matrizes da exposição prenuncia e desenvolve, como um negativo, a sequência de entrada das vozes do quarto sujeito. A cópia dos quatro sujeitos, um sobre o outro, mostra uma construção característica da obra de Bach que ocorre principalmente nas fugas vocais, a fuga permutação.

Embora paradoxal, segue-se da lógica da composição de uma fuga quádrupla, que as combinações interligando os quatro sujeitos e retornando ao último ao interpretar a obra, já estivessem completadas bem na primeira etapa da composição, porque a possibilidade de sobrepor os quatro sujeitos (1+2+3+4) é uma condição sine qua non na escrita de uma fuga quádrupla. 
Um dos aspectos desafiadores do Contrapunctus XIV, é que nesse movimento Bach constrói o stretto das exposições completas. Na exposição dos três primeiros sujeitos, ele "programou" a próxima permutação dos stretti, aplicando em seguida as exposições como "programas", "algoritmos". É provado que a "matriz permutação", além de ter sido, autenticamente gerada por Bach, já estava pronta na gênese da obra, isto é, antes mesmo que o trecho sobrevivente tivesse sido escrito.
A descoberta da matriz permutação foi uma das mais essenciais para garantir a possibilidade de reconstrução do Contrapunctus XIV de forma bastante próxima à "forma original planejada por Bach"

## Algumas execuções da Arte da Fuga
Ver aqui para uma lista mais completa.
Cravo:
- Davitt Moroney (1985) [2]
- Menno Van Delft (1999)
- Sébastian Guillot (2006)

Piano:
- Charles Rosen (1967)
- Tatiana Nikolayeva (1992)
- Walter Riemer (2006),utilizando um pianoforte do tipo utilizado por Mozart

Órgão:
- Helmut Walcha (1956, 1970) [2]
- Glenn Gould (1962) incompleta [3]
- André Isoir (1983[?])
- Marie-Claire Alain (1993)

Quarteto de cordas:
- Italian Quartet (1985)
- Juilliard String Quartet (1989)
- Keller Quartet (1997)
- Emerson Quartet (2003)

Orquestra :
- Milan Munclinger com Ars Rediviva (1959, 1966, 1979)
- Hermann Scherchen com a Orchestre de la RTSI (1965) [4]
- Karl Ristenpart with Chamber Orchestra of the Saar (1965)
- Jordi Savall with Hesperion XX (1986)
- Erich Bergel with Cluj Philharmonic Orchestra (1991) [2]
- Karl Münchinger & Stuttgarter Kammerorchester (2001)

Outros:
- Musica Antiqua Köln (director Reinhard Goebel) para quarteto de cordas/cravo e outras combinações com tais instrumentos (1984)
- Berliner Saxophon Quartett para saxophone (1990)
- József Eötvös para dois violões de oito cordas (2002)
- Amsterdam Loeki Stardust Quartet para quarteto de  flautas doce (1998)
- Fretwork para conjunto de violas (2002)